# Molí de la Clota
El Molí de la Clota és un conjunt del municipi de Prullans (Cerdanya) que forma part de l'Inventari del Patrimoni Arquitectònic de Catalunya.

## Descripció
És un grup de tres edificis, molí, habitatge i cobert o magatzem. Aquest conjunt es conserva en perfectes condicions de conservació rere anys en desús. El molí de petites dimensions és un edifici de planta rectangular, d'un pis, amb teulada de dues vessants. Els murs com la resta d'edificis és de paredat o maçoneria amb teules àrabs i dues vessants, i obertures amb arcs de mig punt amb dovelles, o bé, rectangulars amb llindes. L'habitatge pel seu costat és un edifici de planta quadrangular de dimensions més grans format per planta baixa i un pis. El magatzem es construeix i recupera a manera de paller. Tot ha estat modificat amb relació a la seva imatge original, distorsionant els acabaments d'obra però mantenint amb acurada atenció els elements rellevants. Rere la restauració o rehabilitació que va sofrir en queden elements bàsics que conformen un molí: grua de les rodes o agafador, la mola sotana fixada, la trituradora, i un ventall molt nombrós i interessant d'eines de mà relacionades amb el funcionament del molí, que es conserven amb molta cura a l'interior. Entre altres elements exteriors trobem la séquia i la boca del carcabà.

## Història
El molí de la Clota està en un excel·lent estat de conservació. Va quedar molt malmès a les riuades del Segre de l'any 1982, quan cessa totalment la seva activitat. També utilitzaven per a generar corrent elèctric, fins i tot posteriorment al seu desús com a molí. L'any 2005 es finalitzen les obres de restauració de l'edifici. A part de l'edifici del molí, també es van restaurar els habitatges annexos. En la rehabilitació s'han potenciat al màxim totes les peses característiques del molí.